# Krishnapur, Savanur
Krishnapur là một làng thuộc tehsil Savanur, huyện Haveri, bang Karnataka, Ấn Độ.